# Tunnelen
 (juillet 2021).
La mise en forme du texte ne suit pas les recommandations de Wikipédia : il faut le « wikifier ».
Les points d'amélioration suivants sont les cas les plus fréquents. Le détail des points à revoir est peut-être précisé sur la page de discussion.
- Les titres sont pré-formatés par le logiciel. Ils ne sont ni en capitales, ni en gras.
- Le texte ne doit pas être écrit en capitales (les noms de famille non plus), ni en gras, ni en italique, ni en « petit »…
- Le gras n'est utilisé que pour surligner le titre de l'article dans l'introduction, une seule fois.
- L'italique est rarement utilisé : mots en langue étrangère, titres d'œuvres, noms de bateaux, etc.
- Les citations ne sont pas en italique mais en corps de texte normal. Elles sont entourées par des guillemets français : « et ».
- Les listes à puces sont à éviter, des paragraphes rédigés étant largement préférés. Les tableaux sont à réserver à la présentation de données structurées (résultats, etc.).
- Les appels de note de bas de page (petits chiffres en exposant, introduits par l'outil «  Source ») sont à placer entre la fin de phrase et le point final[comme ça].
- Les liens internes (vers d'autres articles de Wikipédia) sont à choisir avec parcimonie. Créez des liens vers des articles approfondissant le sujet. Les termes génériques sans rapport avec le sujet sont à éviter, ainsi que les répétitions de liens vers un même terme.
- Les liens externes sont à placer uniquement dans une section « Liens externes », à la fin de l'article. Ces liens sont à choisir avec parcimonie suivant les règles définies. Si un lien sert de source à l'article, son insertion dans le texte est à faire par les notes de bas de page.
- La présentation des références doit suivre les conventions bibliographiques. Il est recommandé d'utiliser les modèles {{Ouvrage}}, {{Chapitre}}, {{Article}}, {{Lien web}} et/ou {{Bibliographie}}. Le mode d'édition visuel peut mettre en forme automatiquement les références.
- Insérer une infobox (cadre d'informations à droite) n'est pas obligatoire pour parachever la mise en page.

Pour une aide détaillée, merci de consulter Aide:Wikification.
Si vous pensez que ces points ont été résolus, vous pouvez retirer ce bandeau et améliorer la mise en forme d'un autre article.
Pour plus de détails, voir Fiche technique et Distribution.
Tunnelen (également sorti sous le titre anglais The Tunnel) est un court métrage norvégien de science-fiction écrit et réalisé par André Øvredal, basé sur un conte d'Alice Glaser.

## Synopsis
Une famille, comprenant le père, la mère enceinte, un fils aîné et une fille, rentrent en voiture à la maison d'une sortie à la plage. Leur voiture, noire, uniforme, autonome et identique à tous les autres véhicules de la route, à cause du bouchon sur l'autoroute, avance automatiquement et très lentement vers un tunnel. Parfois le tunnel doit être fermé, forçant tous les véhicules à s'arrêter et laissant le temps aux occupant de sortir de la voiture avant la réouverture du tunnel et le redémarrage des véhicules. Le fils, Peter, sympathise avec Eva, une fille qu'on suppose du même âge présente dans une voiture située sur la voie juste à gauche de la voiture de Peter et avançant à peu près au même rythme. Les parents ont du mal à cacher leur angoisse de passer par le tunnel. Les tags, les panneaux, les informations radio et les plans larges font comprendre que la surpopulation est devenue critique.  Plus le tunnel est proche, plus il devient évident qu'il est utilisé comme moyen de réduction de la population. En passant dedans, ils s'inquiètent d'y rester coincé lors de la prochaine fermeture. Une voiture décide de changer de voie dans le tunnel, retardant la progression de la famille. La porte de sortie du tunnel se referme juste derrière leu véhicule. Peter regarde autour de lui mais ne voit plus Eva et sa voiture.

## Distribution
- Siri Helene Müller : Jeanette, la mère[1]
- Kyrre Haugen Sydness : Tom, le père
- Max Admundsen : Peter, le fils
- Maria Dingsøyr-Henriksen : Anne, la fille
- Joachim Cossais  : Mann, le père d'Eva
- Elle Glenton Schjerven : Eva
- Anders Vereide : frère d'Eva
- Cathrine Vereide : mère d'Eva

## Sortie
Le court métrage est montré en public pour la première fois au Festival du film de Tribeca le 16 avril 2016. Plus tard, il est inclus comme bonus dans l'édition spéciale canadienne en Blu-ray de The Jane Doe Identity.

## Récompenses
- Le court métrage a remporté le Méliès d'argent au Festival européen du film fantastique de Strasbourg 2016[4].
- Tunnelen a reçu la médaille d'argent au Festival du Court Métrage de Manhattan en 2016.
- Il a été élu meilleur court métrage au Festival du film fantastique d'Ithaca en 2016.
- À l'Interfilm - International Short Film Festival de Berlin, il a reçu le prix de meilleur film environnemental.
- Au Norwegian Short Film Festival, le prix attribué par The Norwegian Film Workers Association's Technical Award, a été attribué à Bård Farbu et Daniel Angyal pour le son.
- Monster Festival (Australie) : Prix du jury[5]

## Accueil
Dans une revue positive pour Deluxe Video Online, Neil Worchester a écrit: « Depuis les crédits initiaux, j'ai été ému par le tunnel ».
Rob Munday de Short of the Week, ajoute «Avec ses prémisses de haut niveau et son récit étonnamment relatable, Tunnelen (The Tunnel) du réalisateur de Troll Hunter André Øvredal est un autre bel ajout à notre collection de science-fiction. ».

## Analyse
Dans une autre interview, Øvredal  déclare qu'après avoir lu la nouvelle de « J'ai adoré la façon dont la nouvelle utilisait une situation de science-fiction extrême pour parler d'une situation familiale très normale »et aussi « Les parents ont besoin d'avoir des conversations « adultes », des choses qu'ils doivent cacher aux enfants, dans un environnement très tendu. C'était à la fois réel et effrayant ».
Dans une autre interview avec Rue Morgue sur la production de The Long Walk, Øvredal a déclaré: «J'ai fait un court métrage appelé The Tunnel qui a débuté au Tribeca Film Festival il y a trois ans, et c'est une histoire très similaire. Quand j'ai lu le scénario, qui est si proche du livre — il honore vraiment ce que King a écrit d'une belle manière — je me sentais comme si j'avais raconté l'histoire, mais d'une manière différente, je me reliais à l'idée d'être dans une journée que vous ne pouvez pas arrêter. C'est une journée inarrêtable, et dont la seule issue est la mort, vraiment ».